# Aslak Nore
Aslak Nore, né le 12 mai 1978 à Oslo, est un écrivain et journaliste norvégien.

## Biographie
Après avoir été soldat et éditeur, Nore a fait ses débuts littéraires en 2007, avec le roman documentaire Gud er norsk. Il a ensuite publié Ekstremistan (2009), ainsi que les thrillers En norsk spion (2012) et Oslo Noir (2014). En 2014, il a publié un livre sur la Coupe du monde de football 2014, Brasil 2014, en collaboration avec son père Kjartan Fløgstad. Le thriller d'espionnage Ulvefellen, paru en 2017, se déroule pendant la Seconde Guerre mondiale. Pour Ulvefellen, il a reçu le prix Riverton en 2017. Son roman Havets kirkegård, paru en 2021, est centré sur les intrigues d'une famille norvégienne fictive, entrelacées avec des événements réels survenus pendant la Seconde Guerre mondiale.

## Publications
- Gud er norsk: Soldatene fra fredsnasjonen (2007)
- Ekstremistan: Frykt og håp i det flerkulturelle Norge (2009)
- En norsk spion (2012)
- Oslo Noir, Aschehoug (2014)
- Piège à loup, Le bruit du monde (2025)  (ISBN 978-2-38601-056-9) - Ulvefellen, Aschehoug (2017)
- Le Cimetière de la mer, Le bruit du monde (2023)  (ISBN 978-2-493206-60-2) - Havets kirkegård, Aschehoug (2021)
- Les Héritiers de l'Arctique, Le bruit du monde (2024)  (ISBN 978-2-493-20661-9) - Ingen skal drukne, Aschehoug (2023)